# Aphotaenius howdeni
Aphotaenius howdeni är en skalbaggsart som beskrevs av Cartwright 1963. Aphotaenius howdeni ingår i släktet Aphotaenius och familjen Aphodiidae. Inga underarter finns listade i Catalogue of Life.